# 卡里姆·阿德耶米
卡里姆·大衛·阿德耶米（德語：Karim David Adeyemi；2002年1月18日—）是德国足球运动员，场上司职前锋，目前效力於德甲俱樂部多特蒙德、德國國家足球隊。

## 俱乐部生涯
阿德耶米的青训生涯在TSV富斯滕里德开始，在2010年，也就是他8岁那年，他加入了本地的德甲班霸拜仁慕尼黑的青训。但是由于他的纪律问题以及双方那并不和善的关系，阿德耶米最终离开了俱乐部，在2012年加盟了翁特哈兴体育青训。在一步步进步的同时，他也升入了俱乐部的各级梯队。2018年3月，他为翁特哈兴体育U-19首次在U-19德甲中登场。2018年4月，他在球队2–3输给法兰克福U19的比赛中打进了个人在U-19德甲的第一粒进球。不幸的是，赛季结束后，翁特哈兴体育U-19最终降入了U-19巴伐利亚州联赛。
2018-19赛季开始以前，奥超豪门萨尔茨堡红牛官方宣布，阿德耶米加盟球队，双方签约3年。在加盟球队后，他被租借到了兄弟俱乐部列弗宁锻炼。阿德耶米在2018年9月1日完成了奥乙首秀，他在列弗宁对奥地利路斯登洛的比赛中打满全场，可惜的是，球队最终0–1输球。

### 多特蒙德
2022年5月10日，阿德耶米宣布與德甲俱樂部多特蒙德達成協議，合約直到2027年夏天。

### 速度
2023年2月，阿德耶米在多特蒙德与弗赖堡的比赛中，以36.65公里/小时（22.7英里/小时）的成绩成为德甲有史以来最快的球员。

## 个人生活
阿德耶米出生在德国慕尼黑，他的父亲是尼日利亚人，而他的母亲则是罗马尼亚人。

## 荣誉

### 俱乐部
萨尔茨堡红牛
- 奥超冠军：2019–20、2020–21、2021–22
- 奥地利杯冠军：2019–20、2020–21, 2021–22

### 个人
- 弗里茨·瓦尔特奖：2019年U-17金奖[7]